# Microdon abditus
Microdon abditus är en tvåvingeart som beskrevs av Thompson 1981. Microdon abditus ingår i släktet myrblomflugor, och familjen blomflugor. Inga underarter finns listade i Catalogue of Life.